# Werner Bräuninger
Werner Bräuninger (* 6. April 1965 in Offenbach am Main) ist ein deutscher Publizist und Autor.

## Leben
Nach der Mittleren Reife, die er in Neu-Isenburg erwarb, und dem Besuch des Schiller-Gymnasiums in Frankfurt am Main, absolvierte Bräuninger eine Ausbildung zum Verlagskaufmann und leistete seinen Wehrdienst in Kassel ab. Anschließend war er beim Börsenverein des Deutschen Buchhandels tätig. Heute ist er auf vertrieblicher Ebene tätig.

## Werke und Rezeption
Bräuningers Veröffentlichungsschwerpunkt sind die oppositionellen Strömungen und der Widerstand im Nationalsozialismus. Sein Buch Hitlers Kontrahenten in der NSDAP 1921–1945 (2004) über die systemimmanente Opposition und die „Innere Emigration“ wurde kontrovers rezipiert. Michael Peters schrieb in der Zeitschrift für Geschichtswissenschaft: „Bräuningers Monografie greift auf reichhaltiges Quellenmaterial zurück, und den gut lesbaren Text machen zahlreiche, teils lange Zitate besonders anschaulich.“ Sven Felix Kellerhoff nannte Bräuningers Ansatz, das verfügbare Material zu den Krisen innerhalb des nationalsozialistischen Staatgefüges zusammenzustellen, eine „hervorragende Idee, die Bräuninger leider nur teilweise überzeugend umsetzt. Seine Auswahl ist ebenso wenig überzeugend wie sein Verständnis von ,Gegnerschaft' (von ,Kontrahenten', also etymologisch ,Vertragspartnern', sollte man ohnehin nicht sprechen)“. Klaus A. Lankheit vom Institut für Zeitgeschichte kritisiert die unzureichende wissenschaftliche Qualität des Werkes, dem er selbst das Prädikat „populärwissenschaftlich“ nicht zugestehen kann. Er urteilt, gewollt oder ungewollt sei „eine Apologie eines vermeintlich besseren, aber gescheiterten ‚Nationalsozialismus ohne Hitler‘ entstanden: ein Beitrag zur Verklärung, nicht zur Erklärung des Nationalsozialismus“. 2022 legte Bräuninger eine überarbeitete Neuauflage seines Buches über „Hitlers Kontrahenten“ vor, die im rechtsesoterischen Arnshaugk-Verlag von Uwe Lammla erschien und von Johannes K. Poensgen für das FPÖ-nahe österreichische Onlinemedium Tagesstimme rezensiert wurde, der auf Widersprüche in Bräuningers Interpretationen und Gesamturteilen hinweist, ihm aber positiv bescheinigt, die Personen und Ereignisse von späteren Entwicklungen unbeeinflusst aus ihrer Zeit heraus darzustellen.
Bräuningers Buch über Claus von Stauffenberg wird vorgeworfen, dass es ihm weniger um diese Person und den George-Kreis gehe, sondern um eine politische Kritik der Bundesrepublik aus konservativ-rechter Sicht. Die Rezensentin des Buches "Geheimes Deutschland" von Manfred Riedel über den George-Kreis um Stefan George kritisierte, Bräuningers Darstellung desselben sei durch „unzulässige Harmonisierungen der unterschiedlichen Auffassungen“ in diesem Kreis gekennzeichnet.

## Veröffentlichungen

### Sachbücher
- Hitlers Kontrahenten in der NSDAP. 2. völlig überarb. u. erw. Aufl. Arnshaugk Neustadt an der Orla 2022, ISBN 3-95930-259-2
- Charisma und Dämonie. Hitler. Ein Capriccio aus Deutschland. Arnshaugk Neustadt an der Orla 2020, ISBN 3-95930-216-9 (Beide Teile der essayistischen Biographie Adolf Hitlers überarbeitet in einem Band).
- DUX. Mussolini oder Der Wille zur Macht. Ares Verlag, Graz 2018, ISBN 978-3-902732-91-0.
- Kühnen. Porträt einer deutschen Karriere. Die Biografie. Gerhard Hess Verlag, Bad Schussenried 2016, ISBN 978-3-87336-568-1.
- Feldherrnhalle. Triumph und Untergang 1935–1945. Regin-Verlag, Preetz 2012, ISBN 978-3-941247-41-3. (Zweiter Teil einer essayistischen Biographie Adolf Hitlers)
- Odeonsplatz. Aufstieg eines Unbekannten. Universitas, München 2011, ISBN 978-3-8004-1498-7. (Erster Teil einer essayistischen Biographie Adolf Hitlers)
- "Ich wollte nicht daneben stehen". Lebensentwürfe von Alfred Baeumler bis Ernst Jünger. Ares Verlag, Graz 2006, ISBN 3-902475-32-3.
- Hitlers Kontrahenten in der NSDAP 1921–1945. Herbig, München 2004, ISBN 3-7766-2367-5.
- Claus von Stauffenberg. Die Genese des Täters aus dem Geiste des geheimen Deutschland. Karolinger, Wien 2002, ISBN 3-85418-104-3.
- Strahlungsfelder des Nationalsozialismus: Die Flosse des Leviathan. Verlag Siegfried Bublies, Schnellbach 1999, ISBN 3-926584-67-X.

### Erzählerische Werke
- Was wir lieben mußten. Roman. Arnshaugk Verlag, Neustadt an der Orla 2022, ISBN 3-95930-241-X.
- Eine bleiche Erinnerung. Novelle. Arnshaugk Neustadt an der Orla 2019, ISBN 3-95930-201-0